# Helicops pastazae
Helicops pastazae — вид змій родини полозових (Colubridae). Мешкає в Південній Америці.

## Поширення і екологія
Helicops pastazae мешкають на східних схилах Анд у Венесуелі, Колумбії, Еквадорі, Перу і Болівії. Вони живуть на мілководних водоймах, на висоті від 200 до 900 м над рівнем моря. Ведуть напівводний спосіб життя.